# Marcel Nyns
Marcel Nyns (Sint-Gillis, 18 september 1887 - 1 december 1972) was secretaris-generaal in het Belgisch Ministerie van Openbaar onderwijs.

## Levensloop
Marcel Nyns was een Franstalige Brusselaar. Hij behoorde tot de liberale tendens en werd verondersteld vrijmetselaar te zijn.
Hij werd ambtenaar op het ministerie van onderwijs en klom op tot de hoogste functie van secretaris-generaal, die hij in 1933 bereikte. Hij slaagde erin, hoewel hij zeker niet Duitsgezind was, gedurende de hele bezettingstijd zijn functie te behouden. Het is duidelijk dat dit het sluiten van compromissen inhield, onder meer over de inhoud van schoolboeken, waar de Duitsers alle negatieve uitspraken over Duitsland of alle vermeldingen van Joden verwijderd wilden zien. In strijd met de onderwijstaalwet maakte hij Duits de eerste onderwijstaal in verschillende gemeenten rond Aarlen die toen nog Duitstalig waren.
Daarnaast was hij niet bang om tegen de bezetter in te gaan, onder meer als het over benoemingen ging. In zijn archieven komt een bundel voor waarin hij de verwijten bijhield die de Duitsers hem maakten.
Het departement Onderwijs was ook bevoegd voor schone kunsten en derhalve voor de bescherming van het onroerend erfgoed. De directie, die zich tijdens de oorlogsjaren met de bescherming bezighield, had in de persoon van Stan Leurs een actieve ambtenaar, die talrijke voorstellen deed voor het klasseren van monumenten en landschappen. In totaal werden 304 objecten beschermd. Nyns ondertekende die als hoogste ambtenaar. Na de oorlog werden al die beschermingen, zoals ook alle besluiten van de secretarissen-generaal verbroken. Na enkele tijd zag men echter de redelijkheid van deze beschermingen in en ze werden bij besluiten van de regent weer hersteld.
Onder de bevoegdheden van Nyns ressorteerden ook de openbare bibliotheken. Daar had hij niet alleen de hand over de boeken die er mochten in voorkomen, maar deed hij ook de benoemingen van de inspecteurs.
De inspecteur voor de openbare bibliotheken van Oost-Vlaanderen en Vlaams-Brabant, Aimé de Marest, nam in de zomer van 1940 ontslag. De Duitsers lieten weten dat ze als zijn opvolger de voorkeur gaven aan Wies Moens. Nyns wilde van deze 'veroordeelde en gevluchte activist' niet horen en op 24 oktober 1940 benoemde hij de ongelovig geworden Gerard Walschap. De bezetter legde er zich bij neer.
Op 1 september 1944, toen ze nog in Londen was, benoemde de Belgische regering Julien Kuypers tot secretaris-generaal van het Ministerie van Onderwijs. Bij de bevrijding van Brussel nam hij zijn ambt op en moest Nyns plaatsmaken. Hij werd nochtans niet voor collaboratie veroordeeld en bleef actief in het onderwijsdepartement.
Hij maakte er de grote brand mee die op 24 juni 1947 het leven kostte aan 18 ambtenaren en het archief van het Ministerie van Onderwijs in de vlammen deed opgaan.
Ook na zijn pensionering bleef Nyns actief. Zo vertegenwoordigde hij België in 1953 op de intergouvernementele UNESCO-conferentie betreffende het voorbereiden van een internationale conventie voor de bescherming van culturele goederen in oorlogstijd. Deze conferentie leidde tot het UNESCO-verdrag van 14 mei 1954, bekend als het Verdrag inzake de bescherming van culturele goederen in geval van een gewapend conflict.

## Publicaties
- Georges Lemmen, monografie, Antwerpen, De Sikkel, 1954.
- Auguste Oleffe, monografie, Brussel, Meddens, 1964.

## Bron
- Archief Marcel Nyns (1918-1959) in Rijksarchief, Brussel.
- M.-R. THIELEMANS & C. VLEESCHOUWERS, Inventaire des archives de Marcel Nyns, Brussel, 1996.